# Monaster Nowodziewiczy w Moskwie
Monaster Nowodziewiczy (ros. Новодевичий монастырь) – klasztor wybudowany w 1524 w Moskwie dla uczczenia zdobycia Smoleńska. 
We wrześniu 1610 hetman Stanisław Żółkiewski rozlokował w klasztorze Nowodziewiczym cztery polskie chorągwie pod dowództwem Jana Chluskiego, Jana Hreczynina, Olszańskiego i Kotowskiego. We wrześniu 1612 w jego pobliżu rozegrała się bitwa, w której Jan Karol Chodkiewicz, idący na odsiecz oblężonej polskiej załodze moskiewskiego Kremla, poniósł taktyczną porażkę z powstańcami moskiewskimi Dymitra Pożarskiego. 
W XVII wieku Zofia Romanowa, siostra cara Piotra I Wielkiego, przebudowała go, a w 1682 stał się on jej drugą rezydencją. W tym samym klasztorze została zamknięta, gdy Piotr I przejął władzę. Niedługo później uwięził tam również swą pierwszą żonę Jewdokiję Łopuchiną.
W 1922 klasztor został zamieniony w Muzeum Emancypacji Kobiet. W 1934 stał się filią Państwowego Muzeum Historycznego.
W 2021 r. monaster zyskał status stauropigialnego.
Niektóre części zespołu klasztornego:
- cmentarz Nowodziewiczy, przyległy do murów klasztoru
- sobór Smoleńskiej Ikony Matki Bożej, wznoszony w latach 1524–1525, wzorowany na kremlowskim soborze Uspieńskim, o bogato zdobionym freskami wnętrzu
- cerkiew Zaśnięcia Matki Bożej, stawiana w okresie 1685–1687, katedra eparchii kołomieńskiej
- nadbramna cerkiew Przemienienia Pańskiego, budowana w latach 1687–1689, w stylu moskiewskiego baroku
- dzwonnica z 1690
- cerkiew św. Ambrożego